# Tan Fafang
Tan Fafang (ur. 1 marca 1983) – chińska judoczka.
Startowała w turniejach międzynarodowych. Brązowa medalistka mistrzostw Azji w 2003. Trzecia na MŚ juniorów w 2002 roku.